# Rally de Turquía de 2019
El Rally de Turquía de 2019 oficialmente 12. Rally Turkey Marmaris, fue la duodécima edición y la undécima ronda de la Temporada 2019 del Campeonato Mundial de Rally. Se celebró del 12 al 15 de septiembre y contó con un itinerario de 17 tramos sobre tierra que sumaron un total de 310,10 km cronometrados. Fue también la undécima ronda de los campeonatos WRC2-Pro y WRC 2.

## Lista de inscriptos
| Num.                     | Piloto             | Copiloto           | Automóvil             | Equipo                  | Neumático |
| ------------------------ | ------------------ | ------------------ | --------------------- | ----------------------- | --------- |
| 1                        | Sébastien Ogier    | Julien Ingrassia   | Citroën C3 WRC        | Citroën Total WRT       | M         |
| 3                        | Teemu Suninen      | Jarmo Lehtinen     | Ford Fiesta WRC       | M-Sport Ford WRT        | M         |
| 4                        | Esapekka Lappi     | Janne Ferm         | Citroën C3 WRC        | Citroën Total WRT       | M         |
| 5                        | Kris Meeke         | Sebastian Marshall | Toyota Yaris WRC      | Toyota Gazoo Racing WRT | M         |
| 6                        | Dani Sordo         | Carlos del Barrio  | Hyundai i20 Coupe WRC | Hyundai Shell Mobis WRT | M         |
| 7                        | Pontus Tidemand    | Ola Fløene         | Ford Fiesta WRC       | M-Sport Ford WRT        | M         |
| 8                        | Ott Tänak          | Martin Järveoja    | Toyota Yaris WRC      | Toyota Gazoo Racing WRT | M         |
| 10                       | Jari-Matti Latvala | Miikka Anttila     | Toyota Yaris WRC      | Toyota Gazoo Racing WRT | M         |
| 11                       | Thierry Neuville   | Nicolas Gilsoul    | Hyundai i20 Coupe WRC | Hyundai Shell Mobis WRT | M         |
| 89                       | Andreas Mikkelsen  | Anders Jæger       | Hyundai i20 Coupe WRC | Hyundai Shell Mobis WRT | M         |
| 21                       | Kalle Rovanperä    | Jonne Halttunen    | Škoda Fabia R5 Evo    | Škoda Motorsport        | M         |
| 22                       | Gus Greensmith     | Elliott Edmondson  | Ford Fiesta R5 Mk. II | M-Sport Ford WRT        | M         |
| 23                       | Jan Kopecký        | Pavel Dresler      | Škoda Fabia R5 Evo    | Škoda Motorsport        | M         |
| Fuente: ewrc-results.com |                    |                    |                       |                         |           |

## Resultados

### Itinerario
| Día                      | Tramo | Nombre                   | Distancia | Ganador de la etapa | Coche                 | Tiempo  | Líder de la general |
| ------------------------ | ----- | ------------------------ | --------- | ------------------- | --------------------- | ------- | ------------------- |
| Día 1 (12 de septiembre) | -     | Asparan (Shakedown)      | 4.70 km   | Kris Meeke          | Toyota Yaris WRC      | 3:25.3  | -                   |
| Día 1 (12 de septiembre) | SS1   | SSS Turkey               | 2.00 km   | Thierry Neuville    | Hyundai i20 Coupe WRC | 2:02.6  | Thierry Neuville    |
| Día 2 (13 de septiembre) | SS2   | İçmeler 1                | 24.75 km  | Jari-Matti Latvala  | Toyota Yaris WRC      | 18:12.4 | Jari-Matti Latvala  |
| Día 2 (13 de septiembre) | SS3   | Çetibeli 1               | 38.10 km  | Esapekka Lappi      | Citroën C3 WRC        | 28:01.2 | Esapekka Lappi      |
| Día 2 (13 de septiembre) | SS4   | Ula 1                    | 17.57 km  | Jari-Matti Latvala  | Toyota Yaris WRC      | 12:21.6 | Esapekka Lappi      |
| Día 2 (13 de septiembre) | SS5   | İçmeler 2                | 24.75 km  | Kris Meeke          | Toyota Yaris WRC      | 18:05.8 | Esapekka Lappi      |
| Día 2 (13 de septiembre) | SS6   | Çetibeli 2               | 38.10 km  | Thierry Neuville    | Hyundai i20 Coupe WRC | 27:59.9 | Esapekka Lappi      |
| Día 2 (13 de septiembre) | SS7   | Ula 2                    | 17.57 km  | Dani Sordo          | Hyundai i20 Coupe WRC | 12:29.3 | Esapekka Lappi      |
| Día 3 (14 de septiembre) | SS8   | Yeşilbelde 1             | 32.83 km  | Sébastien Ogier     | Citroën C3 WRC        | 25:42.6 | Esapekka Lappi      |
| Día 3 (14 de septiembre) | SS9   | Datça 1                  | 8.75 km   | Andreas Mikkelsen   | Hyundai i20 Coupe WRC | 7:05.3  | Esapekka Lappi      |
| Día 3 (14 de septiembre) | SS10  | Kızlan 1                 | 17.00 km  | Esapekka Lappi      | Citroën C3 WRC        | 7:16.7  | Esapekka Lappi      |
| Día 3 (14 de septiembre) | SS11  | Yeşilbelde 2             | 32.83 km  | Sébastien Ogier     | Citroën C3 WRC        | 25:19.6 | Esapekka Lappi      |
| Día 3 (14 de septiembre) | SS12  | Datça 2                  | 8.75 km   | Thierry Neuville    | Hyundai i20 Coupe WRC | 6:59.1  | Sébastien Ogier     |
| Día 3 (14 de septiembre) | SS13  | Kızlan 2                 | 17.00 km  | Esapekka Lappi      | Citroën C3 WRC        | 7:16.0  | Sébastien Ogier     |
| Día 4 (15 de septiembre) | SS14  | Marmaris 1               | 7.14 km   | Ott Tänak           | Toyota Yaris WRC      | 5:04.7  | Sébastien Ogier     |
| Día 4 (15 de septiembre) | SS15  | Gökçe                    | 11.32 km  | Jari-Matti Latvala  | Toyota Yaris WRC      | 8:34.1  | Sébastien Ogier     |
| Día 4 (15 de septiembre) | SS16  | Çiçekli                  | 13.17 km  | Andreas Mikkelsen   | Hyundai i20 Coupe WRC | 11:01.3 | Sébastien Ogier     |
| Día 4 (15 de septiembre) | SS17  | Marmaris 2 (power stage) | 7.14 km   | Ott Tänak           | Toyota Yaris WRC      | 4:55.2  | Sébastien Ogier     |
| Fuente: wrc.com          |       |                          |           |                     |                       |         |                     |

### Power stage
El power stage fue una etapa de 7.14 km al final del rally. Se otorgaron puntos adicionales del Campeonato Mundial a los cinco más rápidos.
| Pos. | Piloto             | Copiloto         | Coche                 | Equipo                  | Tiempo | Puntos |
| ---- | ------------------ | ---------------- | --------------------- | ----------------------- | ------ | ------ |
| 1    | Ott Tänak          | Martin Järveoja  | Toyota Yaris WRC      | Toyota Gazoo Racing WRT | 4:55.2 | 5      |
| 2    | Thierry Neuville   | Nicolas Gilsoul  | Hyundai i20 Coupe WRC | Hyundai Shell Mobis WRT | +2.6   | 4      |
| 3    | Sébastien Ogier    | Julien Ingrassia | Citroën C3 WRC        | Citroën Total WRT       | +3.1   | 3      |
| 4    | Jari-Matti Latvala | Miikka Anttila   | Toyota Yaris WRC      | Toyota Gazoo Racing WRT | +7.3   | 2      |
| 5    | Teemu Suninen      | Jarmo Lehtinen   | Ford Fiesta WRC       | M-Sport Ford WRT        | +9.0   | 1      |